# Niclas Kindvall
Bengt Niclas Kindvall (* 19. Februar 1967 in Rotterdam) ist ein ehemaliger schwedischer Fußballspieler, der zwischen 1992 und 1994 sechs Mal in der schwedischen Nationalmannschaft auflief. Der Sohn des mehrfachen Nationalspielers und Auslandsprofis Ove Kindvall wurde 1994,  28 Jahre nach seinem Vater, Torschützenkönig der Allsvenskan. Nach seinem Karriereende arbeitete er als Journalist.

## Werdegang
Der während eines Auslandsaufenthaltes seines Vaters in den Niederlanden geborene Kindvall zog 1971 mit seiner Familie nach Schweden. Dort begann er 1973 mit dem Fußballspielen beim Hagahöjdens BK. 1974 bis 1982 spielte er in der Jugend von Hovås IF, ehe er in die Jugendabteilung von Älvsjö AIK wechselte. 
1987 ging Kindvall zum AIK, für den er am 1. Mai des Jahres in der Allsvenskan sein Profidebüt als Einwechselspieler feierte. Schnell etablierte er sich in der Startformation des Klubs aus Solna und trug mit zwei Toren zum Klassenerhalt am Ende der Spielzeit 1987 bei. Unter dem neuen Trainer Sanny Åslund, der ihn vornehmlich im Mittelfeld einsetzte, blieb er Stammspieler. Insbesondere da die Mannschaft nur 19 Saisontore – allein Thomas Johansson erzielte dabei zehn Tore – kämpfte sie bis zum Saisonende um den Klassenerhalt. Virtuell am letzten Spieltag zeitweise auf einem Abstiegsplatz, profitierte der Klub trotz einer 1:2-Niederlage gegen GIF Sundsvall vom 1:1-Ausgleich des Göteborger Klub Örgryte IS in der zweiten Halbzeit gegen den Konkurrenten Östers IF, der diesen auf den Abstiegsplatz zurückwarf und bis zum Spielende Bestand hatte. Wieder verstärkt in der Offensive eingesetzt glänzte er in den folgenden beiden Jahren als Torschütze. Mit sechs respektive fünf Saisontoren war er vor Björn Kindlund, Kim Bergstrand bzw. Bo Andersson jeweils bester vereinsinterner Torschütze.
Nach 73 Einsätzen, in denen ihm 13 Tore gelangen, folgte er Åslund Anfang 1991 zum Ligarivalen IFK Norrköping, der in den vorangegangenen Jahren im oberen Tabellendrittel reüssiert hatte. In der Spielzeit 1991 zeitweise von Verletzungen gebremst, gehörte er in der Meisterschaftsserie zu den Garanten für die Vizemeisterschaft hinter IFK Göteborg. Damit spielte er sich in die schwedische Nationalmannschaft, für die er im Auftaktländerspiel des folgenden Jahres beim 0:0-Remis gegen Australien debütierte. Die anschließende Spielzeit war jedoch vom Verletzungspech überschattet, so dass er nur sieben Saisonspiele bestritt und ohne weiteren Länderspieleinsatz blieb. In der Spielzeit 1993  kehrte er in die Stammformation zurück und erzielte bei der erneuten Vizemeisterschaft sechs Tore. Nachdem Abgang von Kennet Andersson und Patrik Andersson, den besten Torschützen des Vorjahres, war er die unumstrittene Figur im Sturm seines Klubs. Mit 23 Saisontreffern holte er sich den Titel des Torschützenkönigs der Spielzeit 1994. Parallel kehrte er im Frühjahr in die Nationalelf zurück und kam hauptsächlich als Einwechselspieler bis zum Sommer zu weiteren fünf Länderspieleinsätzen, bei denen er ohne Torerfolg blieb. Für das Aufgebot für die Weltmeisterschaft 1994 im Sommer wurde er jedoch nicht berücksichtigt.
Daraufhin wurde man auch im Ausland auf ihn aufmerksam und Kindvall wechselte im Januar 1995 zum Hamburger SV in die Bundesliga. In den ersten drei Spielen traf er gleich zweimal, anschließend blieb jedoch das Glück aus. Sein Aufenthalt in Deutschland war daher nicht vom Erfolg geprägt und nach 19 Spielen, in denen er zu den zwei Toren keinen weiteren Treffer hinzufügen konnte, wurde im November 1995 seine Ausleihe an Marítimo Funchal (Portugal) vermeldet, die aber letztlich nicht zustande kam. Kindvall kehrte zu Jahresbeginn 1996 nach Schweden zurück und unterschrieb bei Malmö FF. Hier spielte er noch bis 2000, ehe er bei den unterklassigen Klubs Bara GIF und BK Näset seine Karriere beendete.
Kindvall arbeitet mittlerweile bei TV4 und Realtid.se.